# Vanvitellis Akvædukt
Vanvitellis Akvædukt er en stor akvædukt udenfor den italienske by, Caserta. Akvædukten blev opført i perioden 1753-1762 med det formål at skaffe vand til kongeslottet i Caserta, der var under opførelse i samme periode. Arkitekten var Luigi Vanvitelli. Akvædukten har tre søjlerækker og har en længde på 529 meter og en højde på 55,8 meter.
Vanvitellis Akvædukt blev sammen med Casertas kongeslot og San Leucio-komplekset optaget på UNESCOs verdensarvsliste i 1997.
41°03′33″N 14°24′07″Ø / 41.059259°N 14.402041°Ø